# تپه هزارپیچ

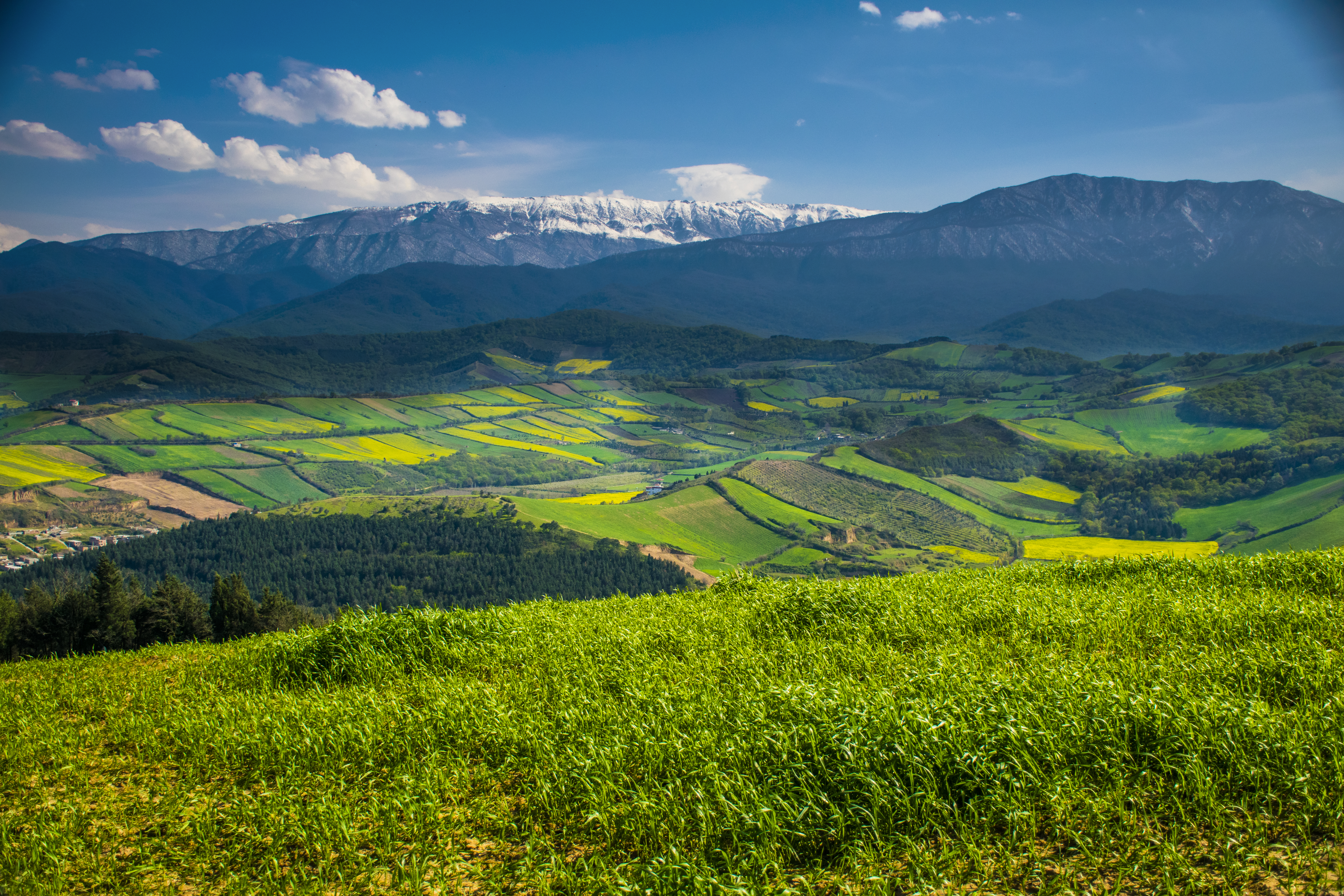
نمای شهر گرگان از تپه هزار پیچ عکس از علی سجادی

تپهٔ هزار پیچ یکی از بلندی‌های پیرامون گرگان است که دورنمای زیبایی از شهر گرگان را در پیش چشم گردشگران می گستراند. هزار پیچ در ورودی غرب گرگان واقع و یکی از فرستنده‌های اصلی تلویزیون شهر نیز بر بلندای آن مستقر شده است.
پوشش گیاهی هزارپیچ، بیشتر، درخت و درختچه‌های سرو می‌باشد. شرایط خاص این تپه باعث به وجود آمدن سایت پروازی بر روی قسمت‌هایی از آن شده است که ورزشکاران برای انجام پروازهای سبک با انواع چترو پاراگلایدر از آن بهره می‌برند.
ارتفاع این تپه حدودا ۳۱۰متر می باشد.